# 페르 귄트 모음곡

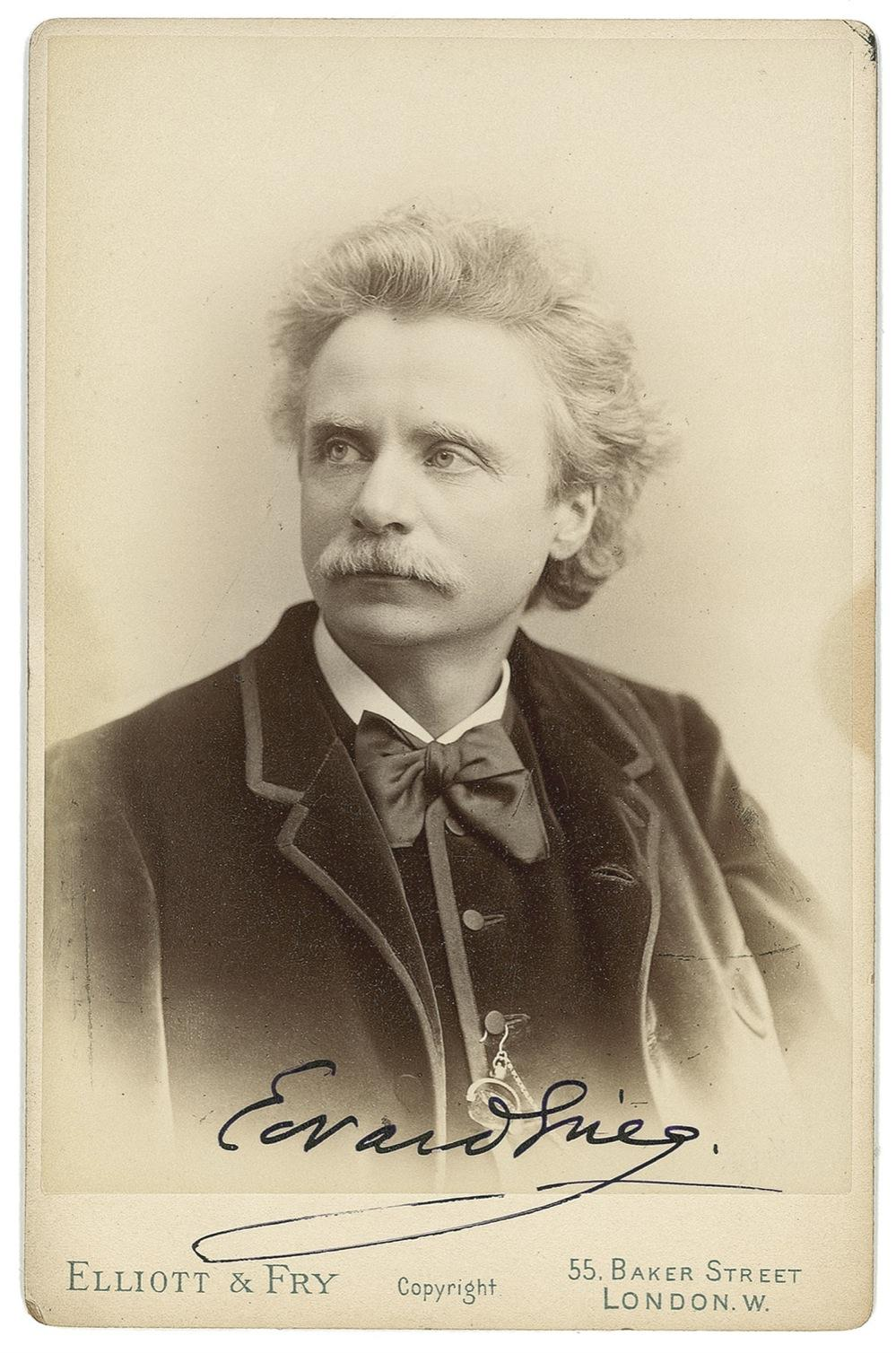
1888년의 에드바르 그리그, by Elliott & Fry

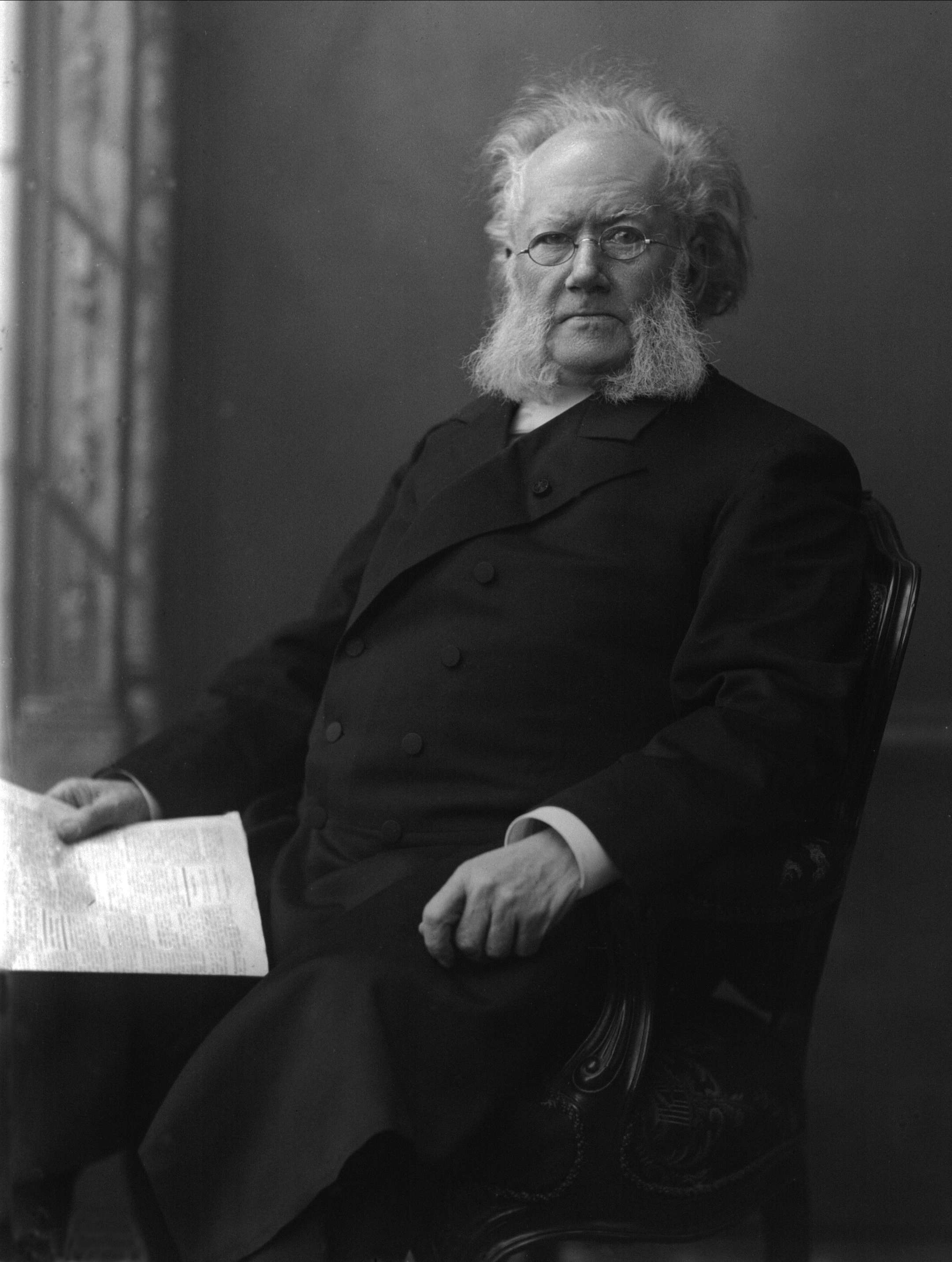
헨리크 입센 by 구스타프 보르겐

《페르 귄트 작품번호 23》와 《페르 귄트 모음곡 작품번호 46·55》은 헨리크 입센의 극 페르 귄트에 에드바르 그리그가 곡을 붙여만든 부수음악과 모음곡이다. 1875년에 작곡되어 1876년 크리스티아니아(현 오슬로)에서 초연되었다.
이 중 '아침의 기분', '오제의 죽음',  '솔베이지의 노래', '산왕의 궁전에서' 등의 곡은 다양하게 편곡되어 많은 대중문화 및 게임 등에 사용되었으며 한국인들에게도 익숙하다.

## 개요
《페르 귄트》는 헨리크 입센이 1867년에 쓴 작품이다. 원래는 공연을 목적으로 하지 않는 레제 드라마로 쓰여진 것이 그 후 입센이 무대에서 상연을 하게 된 것이다. 원래는 무대용이 아닌 이 작품의 상연에 있어서 입센이 음악을 통해 약점을 보완할 것을 생각했다. 그래서 1874년에 당시 작곡가로 이름을 떨치고 있었던 동포 에드바르 그리그에게 극 음악을 작곡해줄 것을 의뢰했다.
그리그는 자신의 작풍이 소품 중심의 취향이며, 극적 스케일이 큰 무대 작품에는 적합하지 않다고 생각하여 일단 의뢰를 거절하려고 생각했다. 그러나 보수과 민족적인 소재에 작곡가적 흥미를 느꼈던 그는 결국 작곡을 맡았다. 작곡은 같은 해에 시작했지만 난항을 거듭하여 이듬해 1875년에 완성되었다.
페르 귄트의 무대 공연은 1876년 2월 24일 크리스티아니아(현 오슬로)의 왕립 극장에서 초연이 이루어졌다. 음악극의 지휘는 요한 헨넘이 맡았다. 공연은 입센의 목적대로 뛰어난 음악 덕분에 성공을 거뒀지만, 한편으로 근대성을 갖춘 풍자적인 입센의 희곡에 그리그의 음악이 로맨틱하게 흘러간 것에 대한 비판도 있었다. 그리그 재연 때마다 개정을 하였으며, 1885년, 1887년, 1888년, 1890년, 1891년, 1901년에서 1902년에 각각 개정되었다.
1876년 파트보만에서 출판된 후 1908년에 독일 피터스 사에서 간행되었지만, 완전한 형태로 전곡 판이 피터스 사로부터 출판된 것은 1987년이다.

## 구성
그리그가 작곡한 음악은 총 27곡(번호가 매겨진 26곡과 번호가 없는 1곡)이다. 연주 시간은 총 90분으로 한 막의 소요 시간은 다음과 같다
- 제1막 약 12분
- 제2막 약 22분
- 제3막 약 9분
- 제4막 약 28분
- 제5막 약 20분

또한 요한 할보르센이 그리그의 피아노 곡을 편곡한 추가곡도 있다.

### 등장인물
등장인물은 다음과 같다.
- 페르귄트 (바리톤)
- 솔베이그 (소프라노)
- 아니트라 (소프라노)
- 도둑 (바리톤)
- 장물아비 (바리톤)
- 세 소녀 (소프라노)

### 제1막
- 1. 결혼식장에서  (I Bryllupsgården) - 제1막 전주곡
- (추가곡) 신부 행렬의 통과 (Brudefølget drager forbi)

피아노곡집 《사람들의 생활 정경》 작품 19의 제2곡을 할보르센이 관현악 편곡을 하여 1886년에 추가한 것이다.
- 2. 할링 무곡 (Halling)
- 3. 도약 무곡 (Springar)

페르 귄트에게 마음이 있었던 잉그리드는 아버지의 강요로 마음에 없는 남자에게 시집을 가게 된다. 잉그리드는 신랑이 싫어서 창고 안에 문을 걸어 잠근 채 나오지 않았고, 페르 귄트는 마침 결혼식장에서 처음 만난 솔베이의 순수함에 마음을 빼앗겨 서로 첫 눈에 반하게 된다. 그러나 솔베이는 너무나 얌전했고, 답답한 성격을 가지고 있었고, 페르 귄트는 이것이 마음에 들지 않았다. 마침 신랑이 자기에게 신부를 달래어 창고에서 나오게 해달라고 부탁을 하자, 충동적으로 잉그리드를 빼내어 산으로 도망친다.

### 제2막
- 4. 신부의 약탈과 잉그리드의 탄식 (Bruderovet - Ingrids Klage) - 제2막 전주곡
- 5. 페르 귄트의 염소를 쫓는 여자들 (Peer Gynt og Sæterjentene)
- 6. 페르 퀸드와 푸른 옷을 입은 여자 (Peer Gynt og den Grønnkledte)
- 7. 페르퀸트 “될성부른 나무는 떡잎부터 알아본다” (Peer Gynt "Pa Ridestellet skal Storfolk kjendes! ")

남자 성악 합창이 참가한다.
- 8. 도브레 산의 마왕의 사랑방에서 (I Dovregubbens Hall) - 남자 성악 합창이 참가한다.
- 9. 도브레 산의 마왕의 딸의 춤 (Dans av Dovregbbens Datter)
- 10. 트롤에 쫓기는 페르 귄트  (Peer Gynt jages av Troll)
- 11. 페르 귄트와 베이겐 (Peer Gynt og Bøygen)

### 제3막
- 12. 오제의 죽음 (Åses døt) (번호없이 1곡)

### 제4막
- 13. 아침의 기분 (Morgenstemning) - 제4막 전주곡.
- 14. 도둑과 장물아비 (Tyven og Heleren) - 도둑과 장물아비가 교대로 노래한다.
- 15. 아라비아의 춤 (Arabisk Dans) - 여자 목소리 이부 합창과 독창(아니트라)가 참가한다.
- 16. 아니트라의 춤 (Anitras Dans)
- 17. 페르 귄트의 세레나데 (Peer Gynts Serenade) - 페르 귄트의 노래. 바리톤 독창.
- 18. 페르 귄트와 아니토라 (Peer Gynt og Anitra)
- 19. 솔베이지의 노래 (Solveigs Sang) - 무대의 가수가 노래한다.
- 20. 멤논 석상 앞의 페르귄트 (Peer Gynt ved Memnonstøtten)

### 제5막
- 21. 페르 귄트의 귀향 : 폭풍우 치는 바다 위의 저녁풍경’ (Peer Gynts Hjemfart. Stormfull Aften på Havet)
- 22. 난파선 (Skipsforliset)
- 23. 오두막에서 솔베이지의 노래 (Solveig synger i Hytten)
- 24. 밤의 정경 (Nattscene)
- 25. 오순절 찬송가 "경건한 아침"(Pinsesalme : "Velsignede Margen") - 무반주의 조화에 의한 오순절(성령降誕祭)의 찬송가 합창.
- 26. 솔베이지의 자장가 (Solveigs Vuggevise) - 여자 목소리 노래

## 모음곡 버전

### 제1 모음곡, 작품번호 46
1891년에 작곡되었던 원곡 제  8, 14~15, 18곡의 4곡을 선택하여, 성악 부분과 대사를 생략하고, 악곡의 일부를 제거했다.
- 제1곡 : 아침(마장조)
- 제2곡 : 오제의 죽음(나단조)
- 제3곡 : 아니트라의 춤(가단조)
- 제4곡 : 산왕의 궁전에서(나단조)

### 제2 모음곡, 작품번호 55
1892년에 편곡, 다음 1893년에 개정되었다. 원곡의 제 4,13,21,19,17 곡의 5 곡을 선정하고 제1 모음곡과 마찬가지로 편곡했다. 〈솔베이지의 노래〉에서는 성악 부분을 기악으로 대체했다. 또한 처음에는 《아라비아의 춤》 대신 《산 마왕의 딸의 춤》(원곡의 9곡)이 들어 있었지만, 개정을 할 때 현재 형태로 바뀌었다.
- 제1곡 : 잉그리드의 탄식(사단조)
- 제2곡 : 아라비아의 춤(다장조)
- 제3곡 : 페르 귄트의 귀향(올림 바단조)
- 제4곡 : 솔베이지의 노래(가단조)

### 악기 편성
- 목관악기: 피콜로, 플루트2, 오보에2, 클라리넷(가조)2, 바순2
- 금관악기: 호른(마조)4, 트럼펫(마조)2, 트롬본3, 튜바
- 타악기: 팀파니, 심벌즈, 큰북, 트라이앵글, 작은북(2번에서만), 탬버린(2번에서만)
- 현악기: 하프, 현악 5부